# Norman E. Rosenthal
Pour les articles homonymes, voir Rosenthal.
Le Docteur Norman E. Rosenthal est un psychiatre et scientifique qui dans les années 1980 est le premier à décrire les troubles affectifs saisonniers (TAS), plus communément connu sous le nom de dépression saisonnière ou encore « SAD » (de l’abréviation anglophone de seasonal affective disorder). Il est un pionnier dans l'utilisation de la lumière comme traitement de ce type de dépression, appelé luminothérapie. 
Il a été chef de travaux agrégé durant 20 ans à l'Institut national de santé mentale (NIMH) aux États-Unis, où il étudie les troubles de l'humeur, les troubles du sommeil, la chronobiologie et les rythmes biologiques. 
En 1990/1991, le Dr Rosenthal reçoit le prestigieux prix "Anna Monika Research Foundation" pour sa contribution à la recherche dans le traitement de la dépression.
Les recherches du Dr Rosenthal concernant les TAS l’amène à écrire plusieurs livres sur le sujet. Plus récemment Rosenthal a écrit un livre sur la technique de Méditation transcendantale et mené des recherches sur son influence potentielle sur le syndrome de stress post-traumatique (SSPT). 
Au total, Il est l'auteur de 200 publications savantes, et a écrit sept livres, dont un sur le thème du décalage horaire.

## Études
Le Dr Norman Rosenthal est né à Johannesbourg, en Afrique du Sud, et a fréquenté l'université du Witwatersrand, où il obtient son diplôme de médecine avec mention très bien. Il déménage aux États-Unis et devient praticien en chef à l’hôpital presbytérien de Columbia et au New York Psychiatric Institute.

## Carrière
Il mène des recherches à l'Institut national de santé mentale National Institute of Mental Health depuis plus de 20 ans. C'est là qu'il dirige l'équipe qui a décrit pour la première fois les troubles affectifs saisonniers ou dépression saisonnière. Il est aussi celui qui découvre l'importance de la lumière (luminothérapie) pour le traitement de ces troubles,.